# Campionat de Catalunya d'atletisme - Marxa atlètica
La marxa atlètica és una prova del Campionat de Catalunya d'atletisme que es realitza des del 1918 en categoria masculina i des del 1981 en categoria femenina. Com la resta de proves del campionat, la marxa atlètica es disputa sobre pista, normalment en distàncies més curtes que el Campionat de Catalunya de Marxa en ruta, una segona competició de marxa, que normalment en distàncies més llargues i en carretera.
El primer campió fou Lluís Meléndez i poc després destacà Guerau Garcia, qui assolí nou campionats. A partir dels setanta destacaren homes com Josep Marín, José A. González o J.A. García Bragado. En categoria femenina, atletes reeixides foren Teresa Palacio o Beatriz Pascual.

## Historial

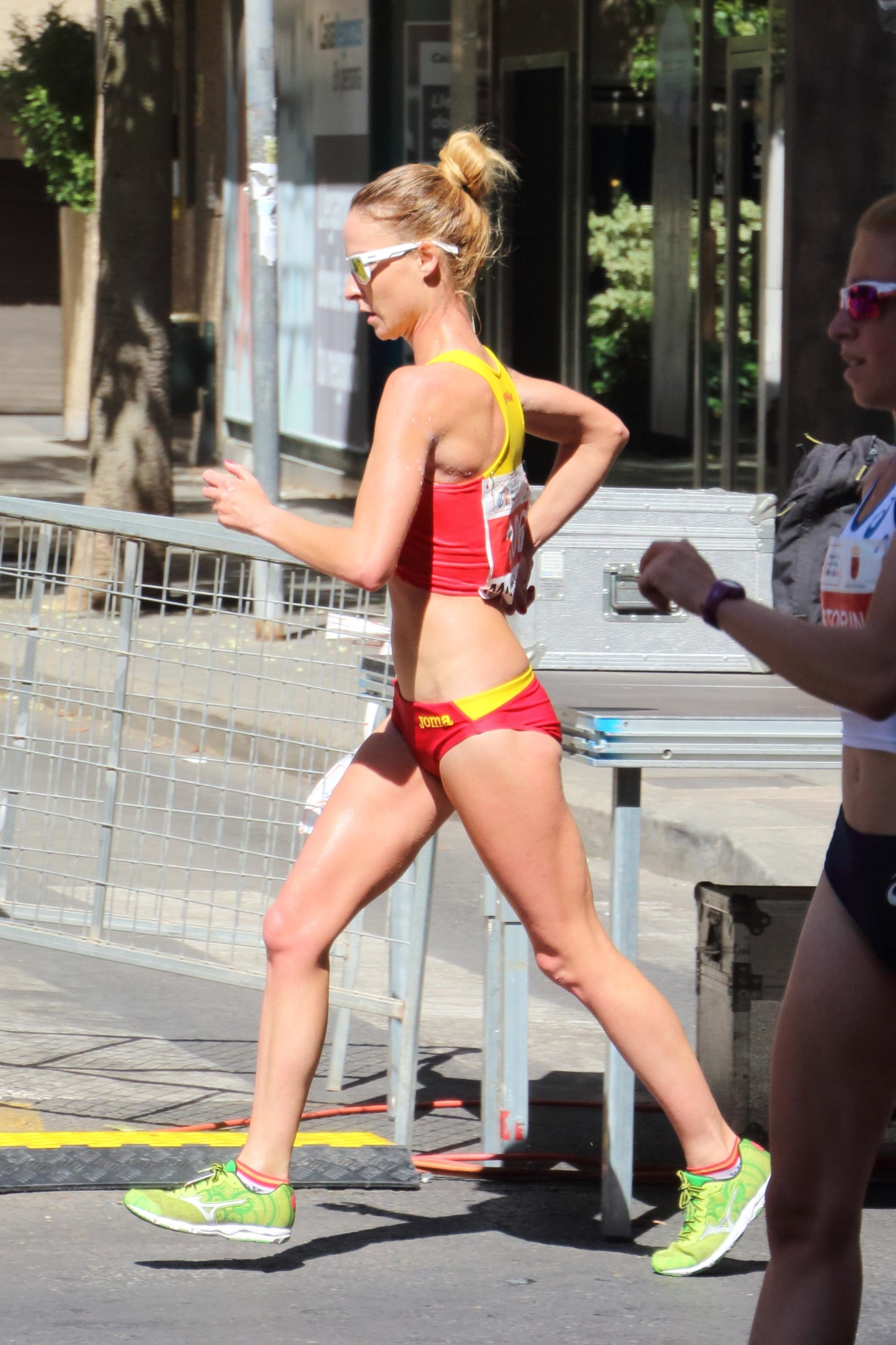
Raquel González ha estat campiona catalana diversos cops.

Llegenda
| Prova disputada sobre una distància de 3.000 m.  |
| Prova disputada sobre una distància de 5.000 m.  |
| Prova disputada sobre una distància de 10.000 m. |
| Prova disputada sobre una distància de 20.000 m. |

| Edició   | Data | Competició masculina                  | Competició masculina                  | Competició masculina                  | Competició femenina                   | Competició femenina                   | Competició femenina                   | refs.        |
| Edició   | Data | Campió                                | Club                                  | Temps                                 | Campiona                              | Club                                  | Temps                                 | refs.        |
| -------- | ---- | ------------------------------------- | ------------------------------------- | ------------------------------------- | ------------------------------------- | ------------------------------------- | ------------------------------------- | ------------ |
| III      | 1918 | Lluís Meléndez                        | RCD Espanyol                          | 15:51.1                               | la categoria femenina començà el 1981 | la categoria femenina començà el 1981 | la categoria femenina començà el 1981 | [ 4 ]        |
| IV       | 1919 | no es disputà la prova                | no es disputà la prova                | no es disputà la prova                | la categoria femenina començà el 1981 | la categoria femenina començà el 1981 | la categoria femenina començà el 1981 | [ 4 ]        |
| V        | 1920 | Lluís Meléndez                        | RCD Espanyol                          | 26:07.6                               | la categoria femenina començà el 1981 | la categoria femenina començà el 1981 | la categoria femenina començà el 1981 | [ 4 ]        |
| -        | 1921 | no es disputà per la crisi federativa | no es disputà per la crisi federativa | no es disputà per la crisi federativa | la categoria femenina començà el 1981 | la categoria femenina començà el 1981 | la categoria femenina començà el 1981 | [ 4 ]        |
| -        | 1922 | no es disputà per la crisi federativa | no es disputà per la crisi federativa | no es disputà per la crisi federativa | la categoria femenina començà el 1981 | la categoria femenina començà el 1981 | la categoria femenina començà el 1981 | [ 4 ]        |
| VI       | 1923 | Lluís Meléndez                        | FC Barcelona                          | 24:12.2                               | la categoria femenina començà el 1981 | la categoria femenina començà el 1981 | la categoria femenina començà el 1981 | [ 4 ] [ 6 ]  |
| VII      | 1924 | Josep Urrutia                         | FC Barcelona                          | 50:23.2                               | la categoria femenina començà el 1981 | la categoria femenina començà el 1981 | la categoria femenina començà el 1981 | [ 4 ] [ 7 ]  |
| VIII     | 1925 | no es disputà la prova                | no es disputà la prova                | no es disputà la prova                | la categoria femenina començà el 1981 | la categoria femenina començà el 1981 | la categoria femenina començà el 1981 | [ 4 ]        |
| IX       | 1926 | no es disputà la prova                | no es disputà la prova                | no es disputà la prova                | la categoria femenina començà el 1981 | la categoria femenina començà el 1981 | la categoria femenina començà el 1981 | [ 4 ]        |
| X        | 1927 | Guerau Garcia                         | FC Barcelona                          | 52:10.0                               | la categoria femenina començà el 1981 | la categoria femenina començà el 1981 | la categoria femenina començà el 1981 | [ 4 ]        |
| XI       | 1928 | Guerau Garcia                         | FC Barcelona                          | 49:26.6                               | la categoria femenina començà el 1981 | la categoria femenina començà el 1981 | la categoria femenina començà el 1981 | [ 4 ]        |
| XII      | 1929 | Guerau Garcia                         | FC Barcelona                          | 24:04.0                               | la categoria femenina començà el 1981 | la categoria femenina començà el 1981 | la categoria femenina començà el 1981 | [ 4 ]        |
| XIII     | 1930 | Guerau Garcia                         | FC Barcelona                          | 24:45.4                               | la categoria femenina començà el 1981 | la categoria femenina començà el 1981 | la categoria femenina començà el 1981 | [ 4 ]        |
| XIV      | 1931 | Aureli Pellín                         | FC Badalona                           | 55:20.0                               | la categoria femenina començà el 1981 | la categoria femenina començà el 1981 | la categoria femenina començà el 1981 | [ 4 ]        |
| XV       | 1932 | Guerau Garcia                         | FC Barcelona                          | 45:00.0                               | la categoria femenina començà el 1981 | la categoria femenina començà el 1981 | la categoria femenina començà el 1981 | [ 4 ]        |
| XVI      | 1933 | no es disputà la prova                | no es disputà la prova                | no es disputà la prova                | la categoria femenina començà el 1981 | la categoria femenina començà el 1981 | la categoria femenina començà el 1981 | [ 4 ]        |
| XVII     | 1934 | no es disputà la prova                | no es disputà la prova                | no es disputà la prova                | la categoria femenina començà el 1981 | la categoria femenina començà el 1981 | la categoria femenina començà el 1981 | [ 4 ]        |
| XVIII    | 1935 | Guerau Garcia                         | FC Barcelona                          | 47:09.8                               | la categoria femenina començà el 1981 | la categoria femenina començà el 1981 | la categoria femenina començà el 1981 | [ 4 ]        |
| XIX      | 1936 | Guerau Garcia                         | BUC                                   | 49:42.2                               | la categoria femenina començà el 1981 | la categoria femenina començà el 1981 | la categoria femenina començà el 1981 | [ 4 ]        |
| -        | 1937 | no es disputà per la Guerra Civil     | no es disputà per la Guerra Civil     | no es disputà per la Guerra Civil     | la categoria femenina començà el 1981 | la categoria femenina començà el 1981 | la categoria femenina començà el 1981 | [ 4 ]        |
| -        | 1938 | no es disputà per la Guerra Civil     | no es disputà per la Guerra Civil     | no es disputà per la Guerra Civil     | la categoria femenina començà el 1981 | la categoria femenina començà el 1981 | la categoria femenina començà el 1981 | [ 4 ]        |
| -        | 1939 | no es disputà per la Guerra Civil     | no es disputà per la Guerra Civil     | no es disputà per la Guerra Civil     | la categoria femenina començà el 1981 | la categoria femenina començà el 1981 | la categoria femenina començà el 1981 | [ 4 ]        |
| XX       | 1940 | Josep Arqué                           | FC Barcelona                          | 53:44.2                               | la categoria femenina començà el 1981 | la categoria femenina començà el 1981 | la categoria femenina començà el 1981 | [ 4 ]        |
| XXI      | 1941 | Guerau Garcia                         | Independent                           | 46:24.6                               | la categoria femenina començà el 1981 | la categoria femenina començà el 1981 | la categoria femenina començà el 1981 | [ 4 ]        |
| XXII     | 1942 | Guerau Garcia                         | Independent                           | 48:37.0                               | la categoria femenina començà el 1981 | la categoria femenina començà el 1981 | la categoria femenina començà el 1981 | [ 4 ]        |
| XXIII    | 1943 | Enric Villaplana                      | CE Manresa                            | 50:20.0                               | la categoria femenina començà el 1981 | la categoria femenina començà el 1981 | la categoria femenina començà el 1981 | [ 4 ]        |
| XXIV     | 1944 | Albert Gurt                           | GEiEG                                 | 47:22.2                               | la categoria femenina començà el 1981 | la categoria femenina començà el 1981 | la categoria femenina començà el 1981 | [ 4 ]        |
| XXV      | 1945 | Albert Gurt                           | GEiEG                                 | 48:44.0                               | la categoria femenina començà el 1981 | la categoria femenina començà el 1981 | la categoria femenina començà el 1981 | [ 4 ]        |
| XXVI     | 1946 | Albert Gurt                           | GEiEG                                 | 48:35.0                               | la categoria femenina començà el 1981 | la categoria femenina començà el 1981 | la categoria femenina començà el 1981 | [ 4 ]        |
| XXVII    | 1947 | Albert Gurt                           | GEiEG                                 | 48:15.2                               | la categoria femenina començà el 1981 | la categoria femenina començà el 1981 | la categoria femenina començà el 1981 | [ 4 ]        |
| XXVIII   | 1948 | Albert Gurt                           | GEiEG                                 | 49:02.6                               | la categoria femenina començà el 1981 | la categoria femenina començà el 1981 | la categoria femenina començà el 1981 | [ 4 ]        |
| XXIX     | 1949 | Manuel Gracia                         | GEiEG                                 | 53:30.4                               | la categoria femenina començà el 1981 | la categoria femenina començà el 1981 | la categoria femenina començà el 1981 | [ 4 ]        |
| XXX      | 1950 | Josep Ribas                           | EyD Terrassa                          | 53:08.8                               | la categoria femenina començà el 1981 | la categoria femenina començà el 1981 | la categoria femenina començà el 1981 | [ 4 ]        |
| XXXI     | 1951 | Albert Miravet                        | FC Barcelona                          | 52:54.0                               | la categoria femenina començà el 1981 | la categoria femenina començà el 1981 | la categoria femenina començà el 1981 | [ 4 ]        |
| XXXII    | 1952 | Albert Miravet                        | FC Barcelona                          | 53:38.0                               | la categoria femenina començà el 1981 | la categoria femenina començà el 1981 | la categoria femenina començà el 1981 | [ 4 ]        |
| XXXIII   | 1953 | Manuel Gracia                         | CG Barcelonès                         | 53:01.8                               | la categoria femenina començà el 1981 | la categoria femenina començà el 1981 | la categoria femenina començà el 1981 | [ 4 ]        |
| XXXIV    | 1954 | Pascual Aparici                       | CG Barcelonès                         | 50:48.8                               | la categoria femenina començà el 1981 | la categoria femenina començà el 1981 | la categoria femenina començà el 1981 | [ 4 ]        |
| XXXV     | 1955 | Manuel Gracia                         | FC Barcelona                          | 52:33.6                               | la categoria femenina començà el 1981 | la categoria femenina començà el 1981 | la categoria femenina començà el 1981 | [ 4 ]        |
| XXXVI    | 1956 | Vicenç Caminal                        | FC Barcelona                          | 51:03.6                               | la categoria femenina començà el 1981 | la categoria femenina començà el 1981 | la categoria femenina començà el 1981 | [ 4 ]        |
| XXXVII   | 1957 | no es disputà la prova                | no es disputà la prova                | no es disputà la prova                | la categoria femenina començà el 1981 | la categoria femenina començà el 1981 | la categoria femenina començà el 1981 | [ 4 ]        |
| XXXVIII  | 1958 | no es disputà la prova                | no es disputà la prova                | no es disputà la prova                | la categoria femenina començà el 1981 | la categoria femenina començà el 1981 | la categoria femenina començà el 1981 | [ 4 ]        |
| XXXIX    | 1959 | no es disputà la prova                | no es disputà la prova                | no es disputà la prova                | la categoria femenina començà el 1981 | la categoria femenina començà el 1981 | la categoria femenina començà el 1981 | [ 4 ]        |
| XL       | 1960 | no es disputà la prova                | no es disputà la prova                | no es disputà la prova                | la categoria femenina començà el 1981 | la categoria femenina començà el 1981 | la categoria femenina començà el 1981 | [ 4 ]        |
| XLI      | 1961 | no es disputà la prova                | no es disputà la prova                | no es disputà la prova                | la categoria femenina començà el 1981 | la categoria femenina començà el 1981 | la categoria femenina començà el 1981 | [ 4 ]        |
| XLII     | 1962 | Pascual Aparici                       | FC Barcelona                          | 53:01.0                               | la categoria femenina començà el 1981 | la categoria femenina començà el 1981 | la categoria femenina començà el 1981 | [ 4 ]        |
| XLIII    | 1963 | Vicenç Caminal                        | FC Barcelona                          | 52:08.8                               | la categoria femenina començà el 1981 | la categoria femenina començà el 1981 | la categoria femenina començà el 1981 | [ 4 ]        |
| XLIV     | 1964 | Vicenç Caminal                        | FC Barcelona                          | 52:35.2                               | la categoria femenina començà el 1981 | la categoria femenina començà el 1981 | la categoria femenina començà el 1981 | [ 4 ] [ 8 ]  |
| XLV      | 1965 | Vicenç Caminal                        | FC Barcelona                          | 51:10.0                               | la categoria femenina començà el 1981 | la categoria femenina començà el 1981 | la categoria femenina començà el 1981 | [ 4 ]        |
| XLVI     | 1966 | Manuel Cabrera                        | CA Laietània                          | 1h 45:15.2                            | la categoria femenina començà el 1981 | la categoria femenina començà el 1981 | la categoria femenina començà el 1981 | [ 4 ]        |
| XLVII    | 1967 | Joaquim Puig Rodó                     | At. Terrassa HC                       | 1h 50:59.2                            | la categoria femenina començà el 1981 | la categoria femenina començà el 1981 | la categoria femenina començà el 1981 | [ 4 ]        |
| XLVIII   | 1968 | Joaquim Puig Rodó                     | At. Terrassa HC                       | 1h 46:08.8                            | la categoria femenina començà el 1981 | la categoria femenina començà el 1981 | la categoria femenina començà el 1981 | [ 4 ]        |
| XLIX     | 1969 | Joaquim Puig Rodó                     | At. Terrassa HC                       | 1h 39:03.4                            | la categoria femenina començà el 1981 | la categoria femenina començà el 1981 | la categoria femenina començà el 1981 | [ 4 ]        |
| L        | 1970 | Manuel Garcés                         | FC Barcelona                          | 1h 45:37.6                            | la categoria femenina començà el 1981 | la categoria femenina començà el 1981 | la categoria femenina començà el 1981 | [ 4 ]        |
| LI       | 1971 | Víctor Campos                         | FC Barcelona                          | 1h 43:17.0                            | la categoria femenina començà el 1981 | la categoria femenina començà el 1981 | la categoria femenina començà el 1981 | [ 4 ]        |
| LII      | 1972 | Víctor Campos                         | FC Barcelona                          | 1h 35:51.4                            | la categoria femenina començà el 1981 | la categoria femenina començà el 1981 | la categoria femenina començà el 1981 | [ 4 ]        |
| LIII     | 1973 | Víctor Campos                         | FC Barcelona                          | 1h 38:49.2                            | la categoria femenina començà el 1981 | la categoria femenina començà el 1981 | la categoria femenina començà el 1981 | [ 4 ]        |
| LIV      | 1974 | Josep Marín                           | GCR La Seda                           | 1h 35:51.6                            | la categoria femenina començà el 1981 | la categoria femenina començà el 1981 | la categoria femenina començà el 1981 | [ 4 ]        |
| LV       | 1975 | Josep Marín                           | GCR La Seda                           | 1h 40:16.2                            | la categoria femenina començà el 1981 | la categoria femenina començà el 1981 | la categoria femenina començà el 1981 | [ 4 ]        |
| LVI      | 1976 | Josep Marín                           | GCR La Seda                           | 1h 35:51.6                            | la categoria femenina començà el 1981 | la categoria femenina començà el 1981 | la categoria femenina començà el 1981 | [ 4 ]        |
| LVII     | 1977 | Josep Marín                           | GCR La Seda                           | 1h 34:35.8                            | la categoria femenina començà el 1981 | la categoria femenina començà el 1981 | la categoria femenina començà el 1981 | [ 4 ]        |
| LVIII    | 1978 | Rafael Espejo                         | Cornellà At.                          | 1h 39:56.2                            | la categoria femenina començà el 1981 | la categoria femenina començà el 1981 | la categoria femenina començà el 1981 | [ 4 ]        |
| LIX      | 1979 | Luis Bueno                            | Cornellà At.                          | 1h 40:28.0                            | la categoria femenina començà el 1981 | la categoria femenina començà el 1981 | la categoria femenina començà el 1981 | [ 4 ]        |
| LX       | 1980 | Andrés Marín                          | UGE Badalona                          | 1h 35:20.5                            | la categoria femenina començà el 1981 | la categoria femenina començà el 1981 | la categoria femenina començà el 1981 | [ 4 ]        |
| LXI      | 1981 | Josep Vinuesa                         | Cornellà At.                          | 1h 35:15.4                            | Teresa Palacio                        | FC Barcelona                          | 26:30.6                               | [ 4 ]        |
| LXII     | 1982 | no es disputà la prova                | no es disputà la prova                | no es disputà la prova                | Yolanda Fernández                     | CN Barcelona                          | 26:59.12                              | [ 4 ]        |
| LXIII    | 1983 | Andrés Marín                          | UGE Badalona                          | 1h 31:57.7                            | Teresa Palacio                        | FC Barcelona                          | 24:42.3                               | [ 4 ]        |
| LXIV     | 1984 | Andrés Marín                          | UGE Badalona                          | 1h 33:54.9                            | Teresa Palacio                        | FC Barcelona                          | 24:28.1                               | [ 4 ]        |
| LXV      | 1985 | Lluís Abadías                         | FC Barcelona                          | 1h 39:50.2                            | Emilia Cano                           | Cornellà At.                          | 25:25.26                              | [ 4 ]        |
| LXVI     | 1986 | Daniel Plaza                          | GCR La Seda                           | 1h 27:59.9                            | Olga Sánchez                          | AA Catalunya                          | 24:58.52                              | [ 4 ]        |
| LXVII    | 1987 | Josep Marín                           | CN Barcelona                          | 1h 26:13.0                            | Rosa Selis                            | CA La Selva                           | 24:51.98                              | [ 4 ]        |
| LXVIII   | 1988 | Tino Ruiz                             | CA Palafrugell                        | 1h 33:22.0                            | Rosa Selis                            | CA La Selva                           | 25:26.14                              | [ 4 ] [ 9 ]  |
| LXIX     | 1989 | Tino Ruiz                             | CA Palafrugell                        | 1h 35:01.0                            | Rosa Selis                            | CA La Selva                           | 25:09.84                              | [ 4 ] [ 10 ] |
| LXX      | 1990 | Tino Ruiz                             | CA Palafrugell                        | 1h 35:44.9                            | Rosa Selis                            | CA Lloret                             | 52:58.41                              | [ 4 ]        |
| LXXI     | 1991 | Valentí Massana                       | CN Barcelona                          | 1h 31:39.0                            | Emilia Cano                           | Cornellà At.                          | 49:41.0                               | [ 4 ]        |
| LXXII    | 1992 | Tino Ruiz                             | FC Barcelona                          | 1h 31:43.0                            | Teresa Palacio                        | FC Barcelona                          | 50:40.0                               | [ 4 ]        |
| LXXIII   | 1993 | Antoni Roura Davesa                   | CA Vic                                | 1h 35:25.0                            | Gloria Granados Ortega                | CN Poble Nou                          | 52:28.2                               | [ 4 ]        |
| LXXIV    | 1994 | Lluís Roquet                          | Olímpic Vidreres                      | 45:35.8                               | María Vasco                           | CN Barcelona                          | 48:40.66                              | [ 4 ]        |
| LXXV     | 1995 | Òscar Font                            | CN Reus Ploms                         | 46:47.8                               | Eva Pérez Trujillo                    | Cornellà At.                          | 47:21.16                              | [ 4 ]        |
| LXXVI    | 1996 | Lluís Roquet                          | Olímpic Vidreres                      | 44:04.1                               | Fina Compte                           | CA Vic                                | 51:10.46                              | [ 4 ]        |
| LXXVII   | 1997 | Valentí Massana                       | CN Barcelona                          | 39:31.81                              | Eva Pérez Trujillo                    | FC Barcelona                          | 46:34.50                              | [ 4 ]        |
| LXXVIII  | 1998 | José Manuel Rodríguez                 | Décimas                               | 44:03.63                              | Maria Ibars                           | JA Sabadell                           | 49:10.2                               | [ 4 ]        |
| LXXIX    | 1999 | José Manuel Rodríguez                 | FC Barcelona                          | 41:52.64                              | Encarna Granados                      | GEiEG                                 | 45:19.28                              | [ 4 ]        |
| LXXX     | 2000 | José A. González                      | AAC-UBAE                              | 43:48.09                              | Vanessa Espinosa                      | FC Barcelona                          | 51:03.20                              | [ 4 ]        |
| LXXXI    | 2001 | Daniel López                          | CA Laietània                          | 45:54.0                               | Eva Pérez Trujillo                    | Puma Chapín Jerez                     | 44:44.1                               | [ 4 ]        |
| LXXXII   | 2002 | J.A. García Bragado                   | Canal Isabel II                       | 43:53.10                              | Eva Pérez Trujillo                    | Puma Chapín Jerez                     | 45:47.88                              | [ 4 ]        |
| LXXXIII  | 2003 | J.A. García Bragado                   | Canal Isabel II                       | 42:54.16                              | Esther Serrano                        | FC Barcelona                          | 50:47.7                               | [ 4 ]        |
| LXXXIV   | 2004 | J.A. García Bragado                   | Canal Isabel II                       | 40:43.85                              | suspès per manCA de participants      | suspès per manCA de participants      | suspès per manCA de participants      | [ 4 ]        |
| LXXXV    | 2005 | José A. González                      | AAC-UBAE                              | 43:18.06                              | Carme Robles Rus                      | CA Manresa                            | 55:24.45                              | [ 4 ]        |
| LXXXVI   | 2006 | José A. González                      | AAC-UBAE                              | 20:04.75                              | María Vasco                           | CA Montbui                            | 21:25.28                              | [ 4 ]        |
| LXXXVII  | 2007 | José A. González                      | AE Blanc i Blau                       | 20:04.73                              | María Vasco                           | AE Blanc i Blau                       | 20:57.11                              | [ 4 ]        |
| LXXXVIII | 2008 | Ferran Collados                       | FC Barcelona                          | 21:22.14                              | Beatriz Pascual                       | València TiM                          | 20:53.97                              | [ 4 ]        |
| LXXXIX   | 2009 | J.A. García Bragado                   | Canal Isabel II                       | 19:55.37                              | Beatriz Pascual                       | València TiM                          | 20:48.06                              | [ 4 ]        |
| XC       | 2010 | J.A. García Bragado                   | Canal Isabel II                       | 20:36.51                              | Beatriz Pascual                       | València TiM                          | 21:21.49                              | [ 4 ]        |
| XCI      | 2011 | J.A. García Bragado                   | Canal Isabel II                       | 20:38.37                              | Beatriz Pascual                       | València TiM                          | 21:32.18                              | [ 4 ]        |
| XCII     | 2012 | Ferran Collados                       | FC Barcelona                          | 22:13.72                              | Beatriz Pascual                       | València TiM                          | 20:45.11                              | [ 4 ]        |
| XCIII    | 2013 | Ferran Collados                       | FC Barcelona                          | 21:13.66                              | Raquel González                       | FC Barcelona                          | 21:31.22                              | [ 4 ]        |
| XCIV     | 2014 | Nil Rodés                             | AA Catalunya                          | 21:18.75                              | Raquel González                       | FC Barcelona                          | 22:19.16                              | [ 4 ]        |
| XCV      | 2015 | Nil Rodés                             | AA Catalunya                          | 21:25.60                              | Maria Nicolás                         | AA Catalunya                          | 25:33.20                              | [ 4 ]        |
| XCVI     | 2016 | Nil Rodés                             | AA Catalunya                          | 21:52.23                              | Raquel González                       | FC Barcelona                          | 21:09.04                              | [ 4 ]        |
| XCVII    | 2017 | Kevin Cerro                           | Cornellà At.                          | 21:29.55                              | Mar Juárez                            | Avinent Manresa                       | 22:33.49                              | [ 4 ]        |
| XCVIII   | 2018 | J.A. García Bragado                   | ISS-L'Hospitalet                      | 20:41.12                              | Raquel González                       | FC Barcelona                          | 21:18.22                              | [ 4 ]        |
| XCIX     | 2019 | Paul Mcgrath                          | Cornellà At.                          | 20:53.24                              | Mar Juárez                            | Avinent Manresa                       | 23:11.38                              | [ 4 ]        |
| C        | 2020 | Marc Guerrero                         | L'Hospitalet At.                      | 22:38.60                              | Beatriz Cantero                       | CA Mollet                             | 26:07.71                              | [ 4 ]        |
| CI       | 2021 | Paul McGrath                          | Cornellà At.                          | 20:28.54                              | Mireia Urrutia                        | L'Hospitalet At.                      | 23:12.22                              | [ 4 ]        |
| CII      | 2022 | Paul McGrath                          | Cornellà At.                          | 19:58.49                              | Cristina Montesinos                   | Aldahra Lleida UA                     | 22:27.97                              | [ 4 ]        |
| CIII     | 2023 | Kevin Cerro                           | At. Albacete                          | 22:11.69                              | Raquel González                       | Independent                           | 21:23.24                              | [ 4 ]        |
| CIV      | 2024 | Paul McGrath                          | Cornellà At.                          | 20:32.59                              | Raquel González                       | Independent                           | 21:25.63                              | [ 4 ]        |

1. 1 2 3 4 5 6 7 8  Prova disputada en ruta.